# 依田康勝
依田 康勝（よだ やすかつ）は、安土桃山時代から江戸時代前期にかけての武将。官位は従五位下・右衛門大夫。別名の康貞と康真に関しては「貞」と「真」の読み書き間違いの可能性が考えられる。兄の跡を継いで「松平」姓を名乗っていたとも。また、のちには加藤康寛（宗月、加藤四郎兵衛）と名乗ったともされる（後述）。以下の文中ではおおよそ「康勝」として扱う。

## 生涯
天正2年（1574年）、依田信蕃の次男として誕生。当初は兄・康国と共に甲斐武田氏の人質となり、天正10年（1582年）3月に織田信長の武田征伐による甲斐武田氏滅亡後は徳川氏の人質となる。
天正11年（1583年）に父が死去すると、家督は兄が継いだが、天正14年（1586年）には徳川氏の家臣として取り立てられ、徳川家康の前で元服し、家康から「康」の偏諱を受け、松平姓を名乗ることも許された。天正18年（1590年）、豊臣秀吉の小田原征伐に、徳川勢の一員として兄と共に従軍。後北条氏の上野国の拠点へ攻撃を開始する。同年4月、兄が上野石倉城攻めで戦死した。家康は康勝に家督を継がせた。康勝は徳川勢に属して、相模国津久井城、大磯城などを攻めた。小田原征伐ののち、家康が関東に移ると、武蔵国と上野国で3万石を与えられ、藤岡城（現・藤岡市）城主となった。
慶長5年（1600年）1月23日、大坂の旅宿で囲碁をしていた際、同僚の小栗三助を喧嘩口論の末に殺害してしまう。小栗が囲碁で負けたのち、依田を罵ったことが原因とされている。また、康勝が兄の没後にその未亡人を妻としたことを揶揄され憤慨して事件を起こしたとも伝えられている。このことにより、康勝は改易され、しばらく高野山の蓮華定院に蟄居した。のち、結城秀康の家臣となった。
秀康に仕える際、世間を憚り、母方の加藤氏の苗字から加藤康寛（加藤宗月）と改名した。越前での康勝の子孫は蘆田姓（もしくは芦田）を称したが、康勝自身は終生、依田姓で通していたという説もある。慶長6年（1601年）2月、秀康が越前国に封じられると、北ノ庄城（のちの福井城）受け取りのために、秀康譜代の家臣である本多富正と康勝が先行して越前に派遣された。同年9月、美濃国との交通の要衝・越前国大野郡木本5,000石を預けられた。
同慶長6年、康勝は兄・康国の菩提を弔うために、父・信蕃、祖父・芦田信守が拠った信州春日城の麓に、一族の（信蕃の叔父）天外大雲禅師を開山として康国寺を建立した。同所に康国夫妻の墓が残る。慶長11年（1606年）の秀康の死に際し、幕府は、康勝を含め、複数の福井藩の重臣を指名し、殉死を行うことを固く禁じた。大坂の陣の際は「大野郡が一揆が多発する地域」という理由で大野城代として留守の防備に当たった。
元和9年（1623年）に死去したと言われるが、没年には異説もある。
子孫は福井藩の重臣・芦田信濃家として、家老を輩出する高知席の17家の一席を担った。

## 『芦田記』（依田記）
幕府の命により『芦田記』（依田記）という家伝を残し、祖父・芦田信守、父・信蕃、兄・康国、当人である康真までのことが綴られ、依田氏関連の重要な史料の一つとなっているが、これが成立したのは寛永20年（1643年）のこととされている。

## 家臣
- 清野満成